# Szklana pułapka 4.0

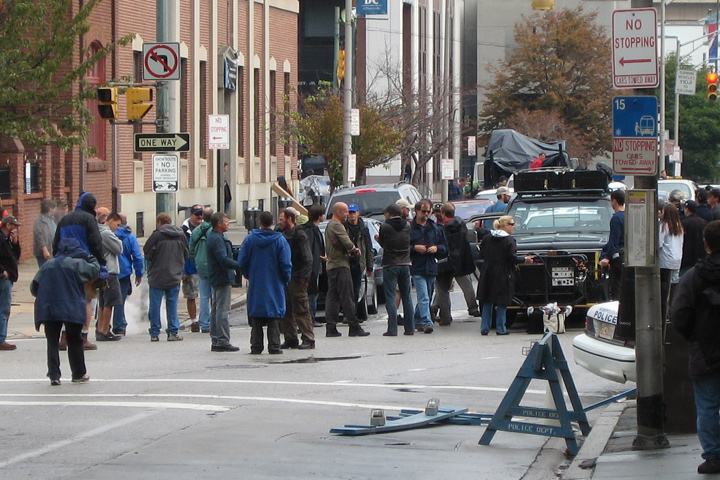
Aktorzy Bruce Willis i Justin Long oraz reżyser Len Wiseman na planie filmowym we wrześniu 2006

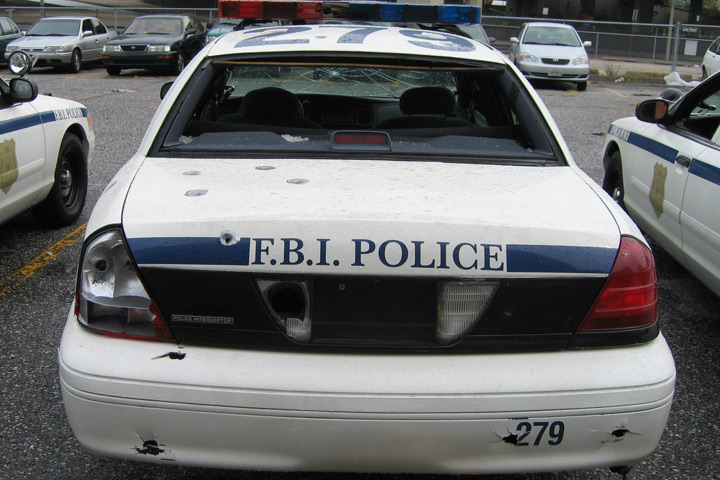
Samochód użyty w filmie

Szklana pułapka 4.0 (ang. Live Free or Die Hard lub Die Hard 4.0) – amerykański film akcji z 2007 roku, będący kolejną częścią z cyklu Szklana pułapka. Fabuła filmu oparta jest na artykule Johna Carlina „Pożegnanie z bronią” (ang. A Farewell to Arms), który ukazał się w amerykańskim magazynie Wired w maju 1997. Film wyreżyserował Len Wiseman, a w główną rolę ponownie wcielił się Bruce Willis.

## Obsada
- Bruce Willis – John McClane
- Timothy Olyphant – Thomas Gabriel
- Justin Long – Matt Farrell
- Maggie Q – Mai
- Cliff Curtis – Bowman
- Jonathan Sadowski – Trey
- Andrew Friedman – Casper
- Kevin Smith – Mag
- Yorgo Constantine – Russo
- Cyril Raffaelli – Rand
- Chris Palermo – Del
- Mary Elizabeth Winstead – Lucy
- Matt McColm – terrorysta, pomocnik Gabriela

## Fabuła
Na zlecenie szalonego hakera i agenta NSA Thomasa Gabriela (Timothy Olyphant) i jego kochanki Mai (Maggie Q) najlepsi hakerzy w USA pomagają im opanować całą sieć komputerową w kraju. Gdy tylko każdy z hakerów spełni swe zadanie jest natychmiast zabijany. Przy życiu zostaje jedynie Matt Farrell (Justin Long).
W tym samym czasie policjant John McClane (Bruce Willis) przeżywa coraz większy kryzys życiowy – jest po rozwodzie i nie może porozumieć się z córką Lucy (Mary Elizabeth Winstead). Dostaje za zadanie przechwycić Farrella, u którego w domu dochodzi do krwawej potyczki z ludźmi Gabriela. Gdy McClane i młody haker uciekają przez Nowy Jork, Gabriel bezskutecznie namawia McClane’a, aby wydał mu Farrella, a następnie wysyła za nimi śmigłowiec. Po wielkim karambolu w tunelu, spowodowanym przez Gabriela, McClane’owi udaje się zniszczyć helikopter za pomocą samochodu policyjnego.
Gabriel komputerowo inicjuje wirtualny wybuch kapitolu i wysyła Mai, aby doprowadziła do wyłączenia prądu w całych wschodnich Stanach oraz zabiła McClane’a i Farrella. Do starcia dochodzi w nocy w pracowni komputerowej w elektrowni, gdzie McClane po długiej walce zabija Mai i jej dwóch ludzi w szybie windy. Tymczasem Gabrielowi udaje się wyłączyć prąd w całym kraju. McClane i Farrell lecą helikopterem nad ciemnym miastem do genialnego hakera Maga (Kevin Smith), który pomaga im namierzyć położenie Gabriela oraz przekazać jego zdjęcie agentom FBI.
Tymczasem ludzie Gabriela, podszywając się pod agentów, porywają z zablokowanej windy córkę McClane’a. Gdy Farrell i McClane docierają do budynku, w którym stacjonuje Gabriel, Farrell zostaje schwytany, lecz wcześniej udaje mu się założyć zabezpieczenie na dysk, z którego Gabriel usiłował skopiować tajne dane finansowe. O świcie McClane rusza w pościg ciężarówką za wozem, którym Gabriel i jego ludzie wiozą Lucy i Farrella. Terroryści, udając dowództwo, rozkazują pilotowi wojskowego samolotu F-35 ostrzelać ciężarówkę prowadzoną przez McClane’a, któremu jednak udaje się z niej uciec. Gdy wszyscy docierają do starej fabryki, w której Gabriel rani Farrella w nogę i każe mu anulować zabezpieczenie, w porę przybywa McClane, który zostaje postrzelony. Udaje mu się zabić Gabriela, a Farrell zabija ostatniego terrorystę, który trzymał Lucy na muszce. Wkrótce przybywają agenci federalni i żołnierze.